# Business Development
Business Development (afgekort tot Biz Dev) is een discipline met als doel de groeimogelijkheden, zowel binnen als buiten de organisatie, te ontwikkelen en implementeren. 
Organisatieontwikkeling kan betrekking hebben op onder meer marketing, ontwikkeling van producten en diensten, leiderschapsontwikkeling, verbetering van efficiëntie, kwaliteit en flexibiliteit.

## Geschiedenis
Door de opkomst van wetenschappelijke bedrijfsvoering, waarin bedrijven zo logisch, mechanisch mogelijk werden ingericht en de productiviteit enorme sprongen maakte, ontstond interesse in het denken over de inrichting van organisaties. 
De Hawthorne-experimenten leken erop te wijzen dat aandacht geven aan medewerkers leidde tot betere productiviteit en zo ontstond het humanresourcesmanagement. In de jaren 80 besloot Toyota de medewerkers actief te betrekken om de organisatie volledig op efficiency te richten. 
Nadien is het aantal modellen flink toegenomen, zoals business process reengineering, systeemdenken, lean manufacturing, kaizen, kernkwaliteit en marketingmodellen zoals de balanced scorecard en blue ocean strategy.